# Saint-Germain-sous-Cailly
Pour les articles homonymes, voir Saint-Germain et Cailly (homonymie).
Saint-Germain-sous-Cailly est une commune française, située dans le département de la Seine-Maritime en région Normandie.

## Géographie

### Localisation
Un petit village fermier situé sur les rives du Cailly dans le pays de Bray, à environ 23 km au nord de Rouen sur la route D 44. Le village est dépourvu d'église.
|                     | Esteville                 | Cailly                 |
| Claville-Motteville | Saint-Germain-sous-Cailly |                        |
|                     |                           | Saint-André-sur-Cailly |

### Hydrographie
La commune est située dans le bassin Seine-Normandie. Elle est drainée par le Cailly,.
Le Cailly, d'une longueur de 29 km, prend sa source dans la commune de Cailly et se jette  dans la Seine à Rouen, après avoir traversé douze communes. Les caractéristiques hydrologiques de le Cailly sont données par la station hydrologique située sur la commune de Cailly. Le débit moyen mensuel est de 0,145 m3/s. Le débit moyen journalier maximum est de 1,63 m3/s, atteint lors de la crue du 26 décembre 1999. Le débit instantané maximal est quant à lui de 7,48 m3/s, atteint le 2 juin 2021.

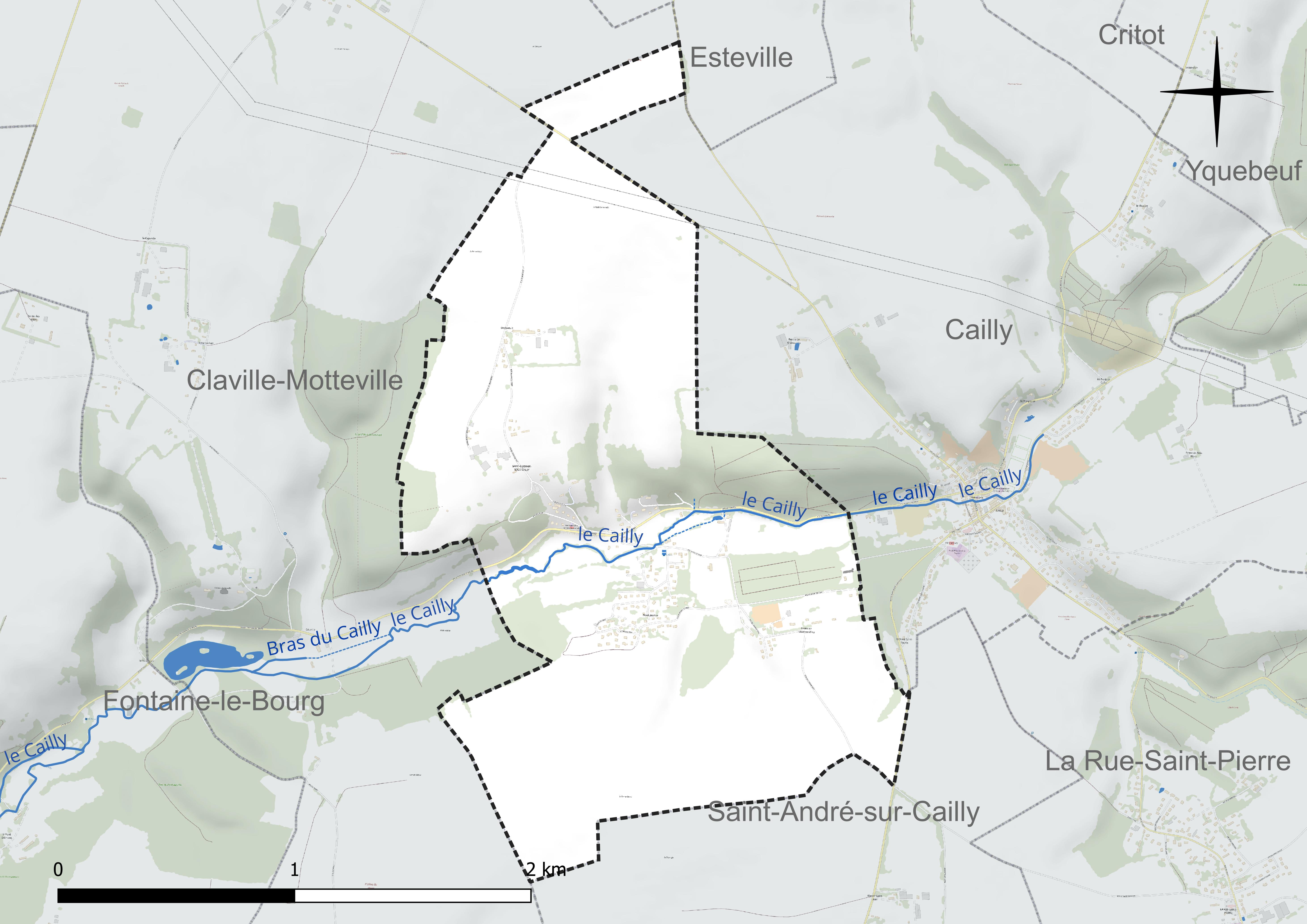
Réseau hydrographique de Saint-Germain-sous-Cailly.

### Climat
Pour des articles plus généraux, voir Climat de la Normandie et Climat de la Seine-Maritime.
En 2010, le climat de la commune est de type climat océanique dégradé des plaines du Centre et du Nord, selon une étude du CNRS s'appuyant sur une série de données couvrant la période 1971-2000. En 2020, Météo-France publie une typologie des climats de la France métropolitaine dans laquelle la commune est exposée à un climat océanique et est dans la région climatique  Côtes de la Manche orientale, caractérisée par un faible ensoleillement (1 550 h/an) ; forte humidité de l’air (plus de 20 h/jour avec humidité relative > 80 % en hiver), vents forts fréquents. Parallèlement le GIEC normand, un groupe régional d’experts sur le climat, différencie quant à lui, dans une étude de 2020, trois grands types de climats pour la région Normandie, nuancés à une échelle plus fine par les facteurs géographiques locaux. La commune est, selon ce zonage, exposée à un « climat maritime », correspondant au Pays de Caux, frais, humide et pluvieux, légèrement plus frais que dans le Cotentin.
Pour la période 1971-2000, la température annuelle moyenne est de 10,4 °C, avec une amplitude thermique annuelle de 14,1 °C. Le cumul annuel moyen de précipitations est de 840 mm, avec 12,8 jours de précipitations en janvier et 8,5 jours en juillet. Pour la période 1991-2020, la température moyenne annuelle observée sur la station météorologique la plus proche, située sur la commune de Rouen à 17 km à vol d'oiseau, est de 12,6 °C et le cumul annuel moyen de précipitations est de 817,9 mm,. Pour l'avenir, les paramètres climatiques de la commune estimés pour 2050 selon différents scénarios d’émission de gaz à effet de serre sont consultables sur un site dédié publié par Météo-France en novembre 2022.

## Urbanisme

### Typologie
Au 1er janvier 2024, Saint-Germain-sous-Cailly est catégorisée commune rurale à habitat dispersé, selon la nouvelle grille communale de densité à sept niveaux définie par l'Insee en 2022.
Elle est située hors unité urbaine. Par ailleurs la commune fait partie de l'aire d'attraction de Rouen, dont elle est une commune de la couronne,. Cette aire, qui regroupe 317 communes, est catégorisée dans les aires de 200 000 à moins de 700 000 habitants,.

### Occupation des sols
L'occupation des sols de la commune, telle qu'elle ressort de la base de données européenne d’occupation biophysique des sols Corine Land Cover (CLC), est marquée par l'importance des territoires agricoles (86,4 % en 2018), une proportion sensiblement équivalente à celle de 1990 (86,7 %). La répartition détaillée en 2018 est la suivante : 
terres arables (64,9 %), prairies (21,5 %), forêts (13,6 %). L'évolution de l’occupation des sols de la commune et de ses infrastructures peut être observée sur les différentes représentations cartographiques du territoire : la carte de Cassini (XVIIIe siècle), la carte d'état-major (1820-1866) et les cartes ou photos aériennes de l'IGN pour la période actuelle (1950 à aujourd'hui).

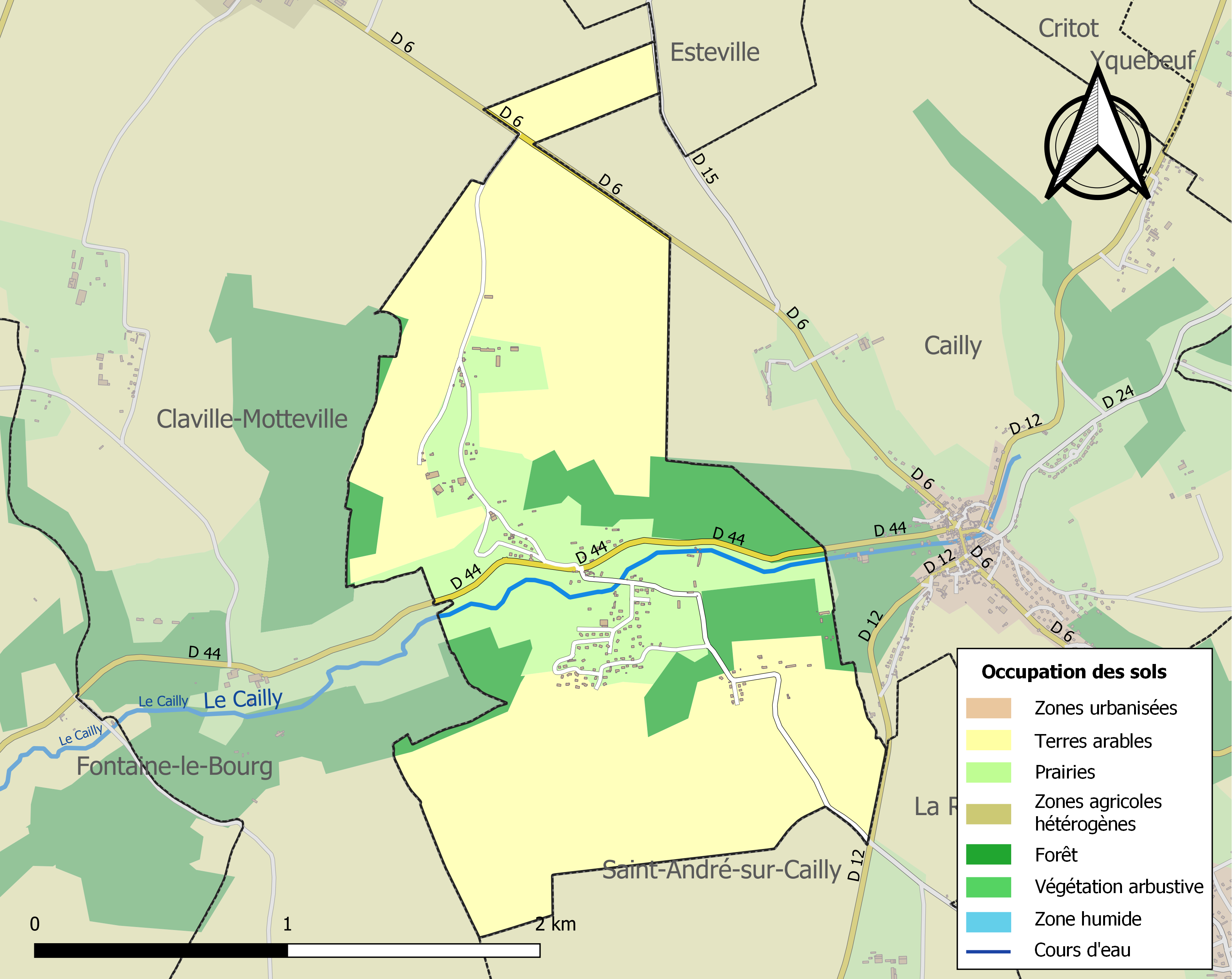
Carte des infrastructures et de l'occupation des sols de la commune en 2018 (CLC).

## Toponymie
Le nom de la localité est attesté sous les formes Sanctum Germanum extra Cailli vers 1210; Ecclesia Sancti Germani vers 1240; Apud Sanctum Germanum subtus Cailliacum 1264; De parrochia Sancti Germani justa Cailliacum en 1302; Saint Germain en 1319; Sanctus Germanus en 1337; Saint Germain sous Cailli en 1394 et en 1395; Saint Germain sous Cailly en 1551; Saint Germain sur Cailly en 1714; Saint Germain sous Cailly en 1757; Saint Germain sur Cailly en 1788, Saint-Germain-sous-Cailly en  1953.
L'hagiotoponyme Saint-Germain ferait référence à Germain le Scot.
sous-Cailly se réfère bien au village de Cailly et non pas à la rivière (le ou la Cailly).

## Histoire
À Saint-Germain-sous-Cailly, il y avait deux châteaux :

Le château de Saint-Germain-sous-Cailly datait du XIIIe siècle et était érigé dans la vallée au bord de la rivière. Cette forteresse disparue fut occupée par les Anglais en 1418, redevint française en 1435, puis fut reprise de nouveau par les Anglais en 1436 pour être détruite peu de temps après. Aujourd’hui, il ne subsiste de ce château que quelques amas de pierre couverts de végétation.
Le château dit « de Cailly » était une construction de brique des XVIIe et XVIIIe siècles. Il fut démoli en 1949 mais on peut encore l’admirer sur de nombreuses cartes postales du début du XXe siècle. La demeure actuelle, devenue en 1984 une propriété privée, faisait partie des dépendances du château.

## Politique et administration
| Période                                  | Période                    | Identité        | Étiquette | Qualité                                                    |
| ---------------------------------------- | -------------------------- | --------------- | --------- | ---------------------------------------------------------- |
| Les données manquantes sont à compléter. |                            |                 |           |                                                            |
| mars 1965                                | En cours (au 10 août 2020) | François Dupuis |           | Entrepreneur puis retraité Réélu pour le mandat 2020-2026, |

François Dupuis a parrainé la candidature de Marie-France Garaud aux élections présidentielles de 1981.

## Démographie
L'évolution du nombre d'habitants est connue à travers les recensements de la population effectués dans la commune depuis 1793. Pour les communes de moins de 10 000 habitants, une enquête de recensement portant sur toute la population est réalisée tous les cinq ans, les populations de référence des années intermédiaires étant quant à elles estimées par interpolation ou extrapolation. Pour la commune, le premier recensement exhaustif entrant dans le cadre du nouveau dispositif a été réalisé en 2006.

En 2022, la commune comptait 310 habitants, en évolution de −9,36 % par rapport à 2016 (Seine-Maritime : +0,35 %, France hors Mayotte : +2,11 %).
| 1793 | 1800 | 1806 | 1821 | 1831 | 1836 | 1841 | 1846 | 1851 |
| ---- | ---- | ---- | ---- | ---- | ---- | ---- | ---- | ---- |
| 292  | 251  | 241  | 260  | 288  | 260  | 246  | 246  | 235  |

| 1856 | 1861 | 1866 | 1872 | 1876 | 1881 | 1886 | 1891 | 1896 |
| ---- | ---- | ---- | ---- | ---- | ---- | ---- | ---- | ---- |
| 241  | 222  | 236  | 195  | 207  | 176  | 168  | 181  | 163  |

| 1901 | 1906 | 1911 | 1921 | 1926 | 1931 | 1936 | 1946 | 1954 |
| ---- | ---- | ---- | ---- | ---- | ---- | ---- | ---- | ---- |
| 129  | 107  | 111  | 88   | 109  | 104  | 108  | 133  | 110  |

| 1962 | 1968 | 1975 | 1982 | 1990 | 1999 | 2006 | 2011 | 2016 |
| ---- | ---- | ---- | ---- | ---- | ---- | ---- | ---- | ---- |
| 86   | 83   | 105  | 127  | 141  | 210  | 266  | 341  | 342  |

| 2021 | 2022 | - | - | - | - | - | - | - |
| ---- | ---- | - | - | - | - | - | - | - |
| 321  | 310  | - | - | - | - | - | - | - |

## Culture locale et patrimoine

### Personnalités liées à la commune
- Famille de Boissay, seigneurs de Saint-Germain et de Cailly pendant la guerre de Cent Ans
- Ogier Ghislain de Busbecq, diplomate flamand, mort le 28 octobre 1592 et enterré dans le village.

## Héraldique
| Blason à dessiner | Blason  | Écartelé: au 1er d'azur au château couvert d'or, au 2e de sinople à trois arbres d'argent rangés en fasces, au 3e de sinople à la tierce ondée d'argent, au 4e de gueules au carreau d'argent posé en losange et accosté de quatre petits besants du même, 2 et 2; le tout enfermé dans une bordure d'or. |
| Blason à dessiner | Détails | Le statut officiel du blason reste à déterminer. |

## Pour approfondir